# Pờ Y
Pờ Y (còn được viết là Bờ Y) là một xã thuộc huyện Ngọc Hồi, tỉnh Kon Tum, Việt Nam.

## Địa lý
Xã Pờ Y nằm ở phía tây huyện Ngọc Hồi, tại "ngã ba Đông Dương" và có cửa khẩu Bờ Y thông thương với Lào, có vị trí địa lý:
- Phía đông giáp các xã Đăk Xú và Đăk Kan
- Phía tây giáp Lào và Campuchia
- Phía nam giáp xã Sa Loong
- Phía bắc giáp xã Đăk Xú.

Xã Pờ Y có diện tích 99,58 km², dân số năm 2019 là 8.375 người, mật độ dân số đạt 84 người/km².

## Lịch sử
Sau năm 1975, xã Pờ Y thuộc huyện Đăk Tô.
Ngày 10 tháng 10 năm 1978, xã chuyển sang trực thuộc huyện Sa Thầy.
Ngày 15 tháng 10 năm 1991, xã trực thuộc huyện Ngọc Hồi cho đến nay.